# 457 f.Kr.
| 457 f.Kr.          |
| ------------------ |
| Dødsfald - Fødsler |

## Begivenheder
Befaling af Artaxerxes 1. at genopbygge Jerusalem. Se Ezra 7, Daniel 9 og Nehemias 1 i Det Gamle Testamente.